# Iris DeMent
Iris DeMent (5 de Janeiro de 1961) é uma cantora e compositora estadunidense. O estilo musical da cantora caminha entre o country e o folk contemporâneo.

## Vida
DeMent era a filha mais nova de Pat DeMent e sua segunda esposa, Flora Mae. Ela nasceu num lar Pentecostal, mas atualmente se diz agnóstica.
DeMent se casou com Elmer McCall em 1991, mas terminou o relacionamento tempos depois. Ela se casou com o cantor e compositor de Folk Greg Brown em 21 de novembro de 2002.
Ela nasceu próxima a cidade de  Paragould, Arkansas mas cresceu em Cypress, California, local onde ela conheceu e foi influenciada pelo country e pela gospel music.

## Carreira
As músicas de DeMent são tipicamente simples,  com pequenas historias sobre as dores e alegrias da vida.
Seu primeiro disco, Infamous Angel, foi lançado em 1992 e explorava temas como religião, a vida nas cidades pequenas, lamentações de que as coisas boas não duram muito e fragilidade humana entre outros assuntos.
Sua canção "Let the Mystery Be" foi regravada por diversos artistas, como 10,000 Maniacs e  Alice Stuart, se tornando a música mais famosa de Iris. Em seu segundo disco lançado em 1994, My Life, ela manteve a mesma linha dos temas do álbum anterior. My Life foi indicado ao  Grammy para melhor disco contemporâneo de Folk. Seu terceiro álbum, The Way I Should, foi lançado em 1996. O disco possuía uma abordagem mais política, além de polêmicas como abuso sexual, religião, policia e Vietnam.
Em 1994, Natalie Merchant do 10,000 Maniacs tocou a canção de DeMent "Let the Mystery Be" com David Byrne para o acústico da MTV americana, MTV Unplugged. A canção também foi incluída no disco Campfire Songs: The Popular, Obscure and Unknown Recordings.
Em 1995, sua canção "Our Town" foi tocada no final de um popular série de TV da  CBS, Northern Exposure. DeMent ganhou mais fãs, e  a canção foi regravada por Kate Rusby, Jody Stecher, e Kate Brislin.
DeMent também fez duetos com John Prine no disco In Spite of Ourselves; cantando ainda com  Steve Earle e Emmylou Harris, além de participar em álbuns de inúmeros outros artistas. Ela apareceu em um filme de 2000 chamado Songcatcher, com o papel de  Rose Gentry; além de participar da trilha sonora.
Após um  hiato desde o final de 1999 ela lançou seu quarto álbum, Lifeline, em 2004.
Ela ganhou certa notoriedade cantando uma música de Merle Haggard, "Big City", em Tulare Dust: Tribute to Merle Haggard, que foi um disco com vários artistas para o renomado cantor.
Em 2007 a música "My Life", foi incluida no filme Mister Lonely, de Harmony Korine, apesar de não aparecer oficialmente na trilha sonora do filme que foi lançada.
Iris também foi inspiração para a canção do grupo  Goo Goo Dolls, "Iris", apos o guitarrista e vocalista da banda John Rzeznik ter encontrado o nome dela na revista Billboard em um artigo escrito por Daniel Levitin. [carece de fontes?]

## Paradas
| Ano          | Álbum            | categoria                   | Posição |
| ------------ | ---------------- | --------------------------- | ------- |
| 1994         | My Life          | Billboard Heatseekers       | 16      |
| 1996         | The Way I Should | Billboard Heatseekers       | 22      |
| Janeiro 2004 | Lifeline         | FolkDJ-L Folk Radio Airplay | 15      |

## Discografia

### Álbuns
- Infamous Angel (16 de janeiro de 1992)
- My Life (1994)
- The Way I Should (1996)
- Lifeline (2004)

### Outras contribuições
- WYEP Live and Direct: Volume 4 - On Air Performances (2002) - "Our Town"

## Leitura
- In The Country of Country: A Journey to the Roots of American Music, Nicholas Dawidoff, Vintage Books, 1998, ISBN 0-375-70082-X
- Don't Get Above Your Raisin': Country Music and the Southern Working Class, Bill C. Malone, University of Illinois Press, 2001, ISBN 0-252-02678-0